# میخن
میخن (به هلندی: Megen) یک منطقهٔ مسکونی در هلند است که در اوس واقع شده‌است. میخن ۱٬۶۳۲ نفر جمعیت دارد.